# Podkraj, Bistrica pri Pliberku
Podkraj (nemško Unterort) je naselje v Občini Bistrica pri Pliberku v Okraju Velikovec na Koroškem v Avstriji.